# Stjepan Penić
Stjepan Penić (Mladeškovci, 25. veljače, 1937. – Dalj, 6. kolovoza 1991.), bio je hrvatski novinar. Bio je novinar Hrvatskoga radija Vukovar, te dopisnik Glasa Slavonije i Večernjega lista. Prvi je ubijeni hrvatski novinar u Domovinskome ratu.

## Životopis
Stjepan Penić rodio se je 1937. godine u Mladeškovcima kraj Glamoča. S obitelji živio je u Dalju, a 1. kolovoza 1991. godine kada su JNA i pripadnici srpskih paravojnih postrojba napali Dalj odveden je iz kuće. Penića su nakon ispitivanja pustili, no ubrzo su ponovno došli po njega, mučili ga i ubili na najokrutniji način, a još živom spalili su mu tijelo pred ostalim zarobljenicima logora u Dalju.
Ubijen je nedaleko svoje kuće, na groblju u Dalju, 6. kolovoza 1991. godine. Njegovo tijelo pronađeno je 17. kolovoza 1991. godine, a pokopan je u jednoj od skupnih grobnica s ostalim žrtvama. Godine 1998. nakon izvršenoga prekapanja skupnih grobnica u Dalju, pokopan je na katoličkome groblju u Dalju tijekom Mirne reintegracije hrvatskoga Podunavlja, 4. travnja 1998. godine.

## Spomen
- 1993.: Hrvatsko novinarsko društvo dodijelilo je Peniću i ostalim ubijenim i poginulim novinarima Posebno posmrtno priznanje hrvatskim novinarima poginulim u Domovinskom ratu.[7]
- Kulturno umjetničko društvo u Dalju nazvano je po njemu, Hrvatsko kulturno umjetničko društvo "Stjepan Penić".
- Spomen ploča s imenima hrvatskih novinara, snimatelja i tehničara ubijenim u Domovinskome ratu na kojoj je i ime Stjepana Penića postavljena je na zgradi Hrvatskog novinarskog doma u Zagrebu.[8]